# شتوکهایم (فرانکن سفلی)
شتوکهایم (به آلمانی: Stockheim) یک شهر در آلمان است که در رن-گرابفلد واقع شده‌است. شتوکهایم ۱٬۱۶۵ نفر جمعیت دارد.